# DaimlerChrysler Aerospace
DaimlerChrysler Aerospace AG, o DASA, è stata la precedente sussidiaria nel settore aerospaziale di Daimler-Benz AG (poi DaimlerChrysler) dal 1989. Nel luglio 2000 DaimlerChrysler Aerospace si è fusa con Aérospatiale-Matra e CASA per formare la EADS.

## Storia
La DaimlerChrysler Aerospace fu fondata come Deutsche Aerospace AG il 19 maggio 1989 con la fusione del settore aerospaziale della Daimler-Benz con la MTU, la Dornier e due divisioni della AEG. Nel luglio del 1989, le due divisioni della AEG furono incorporate nella Deutsche Aerospace per dare origine alla Telefunken Systemtechnik (TST).
Nel dicembre 1989, la Daimler-Benz acquisì la Messerschmitt-Bölkow-Blohm (MBB) per incorporarla nella Daimler-Benz Aerospace.
Nel marzo 1990, la Daimler-Benz iniziò una profonda ristrutturazione del gruppo, integrando le precedenti compagnie che erano ancora distinte in cinque gruppi produttivi: aeromobili, sistemi spaziali, sistemi di difesa/propulsione. Alcune aziende continuarono ad operare con il loro nome, ma la maggior parte furono integrate definitivamente nel 1992. Nello stesso anno, la divisione elicotteri fu fusa per incorporazione con quella dell'Aérospatiale dando origine all'Eurocopter.
Il primo gennaio 1995, la compagnia cambiò denominazione in Daimler-Benz Aerospace AG. A seguito della fusione con la Daimler Benz e la Chrysler Corporation, il 7 novembre 1998 la compagnia fu rinominata  DaimlerChrysler Aerospace AG.

### Transizione verso l'EADS
Nel 1998, la razionalizzazione a livello europeo dei vari settori della Difesa, portarono la DaimlerChrysler Aerospace ad avvicinarsi alla British Aerospace (BAe) per formare un colosso aerospaziale anglo-tedesco.
La BAe, comunque, scelse di fondersi con la divisione difesa elettronica della GEC, la Marconi Electronic Systems, per una più semplice penetrazione nel settore della Difesa statunitense.
Il 10 luglio 2000, la DASA (senza la MTU) si fuse con la francese Aérospatiale-Matra e la spagnola Construcciones Aeronáuticas SA (CASA) per formare la European Aeronautic Defence and Space Company (EADS). La precedente divisione DaimlerChrysler Aerospace opera tuttora come EADS Germany.

## Progetti
Nel 1993 fu costituita la MiG Aircraft Support GmbH controllata al 50% dalla DaimlerChrysler Aerospace. La compagnia era responsabile dell'aggiornamento dei 24 MiG-29s ereditati in seguito alla riunificazione dell'ex Germania Est agli standard NATO.
Come parte del consorzio Eurofighter, la DaimlerChrysler Aerospace era responsabile della sezione centrale della fusoliera di tutti i prototipi, tra cui il DA1 che effettuò il primo volo nel marzo del 1994 uscendo dagli stabilimenti DaimlerChrysler Aerospace di Manching. Alla DaimlerChrysler Aerospace fu anche assegnato il programma di aggiornamento Mid-Life Upgrade (MLU) della flotta tedesca di Panavia Tornado.
L'esperienza accumulata con gli aerei della Germania e della NATO consentì alla DaimlerChrysler Aerospace di specializzarsi anche nell'aggiornamento di altri aerei alleati tra cui il F-4 Phantom II e l'E-3 Sentry.